# Бугай (Келецький повіт)
Бугай (пол. Bugaj) — село в Польщі, у гміні Стравчин Келецького повіту Свентокшиського воєводства.
Населення — 208 осіб (2011).
У 1975-1998 роках село належало до Келецького воєводства.

## Демографія
Демографічна структура на день 31 березня 2011 року:
|          | Загалом | Допрацездатний вік | Працездатний вік | Постпрацездатний вік |
| -------- | ------- | ------------------ | ---------------- | -------------------- |
| Чоловіки | 109     | 26                 | 76               | 7                    |
| Жінки    | 99      | 26                 | 58               | 15                   |
| Разом    | 208     | 52                 | 134              | 22                   |